# Колос (Пензенская область)
Колос — посёлок в Бессоновском районе Пензенской области. Входит в состав Бессоновского сельсовета.

## География
Посёлок расположен в центральной части области на расстоянии примерно в 11 километрах по прямой к востоку от районного центра Бессоновки.
Часовой пояс
Посёлок Колос как и вся Пензенская область, находится в часовой зоне МСК (московское время). Смещение применяемого времени относительно UTC составляет +3:00.

## Население
| 2010 |
| ---- |
| 15   |

Национальный состав
Согласно результатам переписи 2002 года, в национальной структуре населения русские составляли 100 % из 24 чел..